# 1987 (число)
Вижте пояснителната страница за други значения на 1987.
1987 (хиляда деветстотин осемдесет и седем) е просто, естествено, цяло число, следващо 1986 и предхождащо 1988.
Хиляда деветстотин осемдесет и седем с арабски цифри се записва „1987“, а с римски цифри – „MCMLXXXVII“. Числото 1987 е съставено от четири цифри от позиционните бройни системи – 1 (едно), 9 (девет), 8 (осем) и (седем).

## Общи сведения
- 1987 е нечетно число.
- 1987 е година от Новата ера.